# Міфологія і фольклор
«Міфологія і фольклор» — загальноукраїнський науково-освітній журнал. Виходить щоквартально, накладом 300 прим.

## Історія
Журнал заснований 2008 року Львівським національним університетом імені Івана Франка і Українським товариством дослідників фольклору та міфології. Ними ж і видається.

## Вміст
Є фаховим фольклористично-філогічним гуманітарним виданням. Статті й матеріали журналу відображають етнокультурну проблематику, і зокрема: 
- історію фольклористики та вивчення автентичних фольклорних текстів;
- літературознавчі дослідження про фольклоризм та міфологізм у художній літературі;
- проблеми лінгвістичного діапазону мова–міф–фольклор;
- маловідомі наукові праці з міфології та фольклору, фольклорні матеріали з історико-етнографічних регіонів України;
- записи нових або маловідомих фольклорно-міфологічних явищ,
- рецензії та відгуки на книги фольклористичної й міфологічної проблематики,
- огляди відповідних наукових видань.

Серед рубрик – «Казкознавство», «Історія і теорія фольклору», «Історіографія фольклору», «Фольклор народів світу. Компаративістика», «Інтерпретація фольклорного тексту», «Міфопоетика художнього твору», «Аспекти міфу і народна міфологія», «Ритуал і фольклор», «Переклад фольклорного тексту», «Література і фольклор», «Проблеми фольклоризму», «Мова–Міф–Фольклор», «Міф і сакральне мистецтво», «Франкіана». 
Окрім статейних, у журналі майже в кожному номері наявні додаткоаі рубрики: «З поля фольклору й етнографії», «З фольклорної лабораторії», «Публікації», «Матеріали», «Мемуаристика», «Рецензії та відгуки», «Огляди наукових видань», «Хроніка подій», «In memoriam», «Нові книги». 

## Головні редактори
Від 2011 року головним редактором журналу є Гарасим Ярослав Іванович — український фольклорист, доктор філологічних наук, професор, декан філологічного факультету Львівського національного університету ім. І. Франка (2004-2014), проректор із науково-педагогічної роботи ЛНУ ім. І. Франка (з 2014 по серпень 2019 року), професор кафедри української фольклористики ЛНУ ім. І. Франка (2012).